# 张丽珠
张丽珠（1921年1月15日—2016年9月2日），白族，祖籍大理，出生于上海，中华人民共和国医学家、妇产科医生。

## 生平
其父是当时著名法学家张耀曾。1941年毕业于上海圣约翰大学，获理学士学位；1944年毕业于圣约翰大学医学院，获学医学博士学位；1946年至1951年间分别在美国哥伦比亚大学医学中心、霍布金斯医学院、美国纽约医院、英国伦敦玛丽居里医院等先后从事妇产科内分泌、病理学和肿瘤学临床和研究以及住院医师、住院总医师工作，于1950年通过英国国家考试，获英国皇家妇产科学院文凭。1951年回国后，任上海圣约翰大学医学院妇产科副教授。1952年调入北京医学院第一附属医院（北大医院）妇产科。1958年北京医学院第三附属医院创建，任妇产科主任至1984年，率先在北京医科大学用英文授课。1955年开始指导第一批妇产科研究生，文革前毕业4名。1982年晋升为教授，1984年被聘为博士研究生导师，共培养硕士9名，博士10名。1987年和北医基础组胚教研室刘斌教授合作，成功培育了中国第一个试管婴儿郑萌珠。
2019年4月15日，当年张丽珠与刘斌教授合作培育的试管婴儿郑萌珠接受剖宫产手术，成功分娩健康婴儿。
2020年7月11日在丈夫唐有祺百岁诞辰之际以夫妻两人名义在北京大学设立“北京大学唐有祺-张丽珠奖学基金”。

## 家庭
1952年结婚，丈夫是物理化学家唐有祺。